# Terutung Payung Hilir
Terutung Payung Hilir is een bestuurslaag in het regentschap Aceh Tenggara van de provincie Atjeh, Indonesië. Terutung Payung Hilir telt 540 inwoners (volkstelling 2010).